# Philippe François (théologien)
 (janvier 2017).
 (janvier 2017).
Pour l’article homonyme, voir Philippe François.
Philippe François (né le 8 décembre 1961 à Phalsbourg) est un théologien et pasteur luthéro-réformé français, spécialiste de la poésie de langue française en lien avec le protestantisme, auteur de films documentaires et concepteur d'expositions d'art contemporain sur la Réforme protestante.

## Biographie
Philippe François étudie la théologie protestante à la Faculté de théologie protestante de Strasbourg. Il obtient son doctorat en 1996 avec une thèse intitulée L'Idée de télévision protestante : Principe protestant et Télévision d'auteur, sous la direction de Gabriel Vahanian.
Il est tour à tour pasteur de l’Union des Églises protestantes d'Alsace et de Lorraine à Strasbourg (Hautepierre), Abreschviller, Dieuze et Breuschwickersheim. Spécialiste de la poésie de langue française en lien avec le protestantisme, Philippe François a publié une anthologie et plusieurs articles dans les revues protestantes à ce sujet.
Il est l'auteur de trois documentaires diffusés sur France 2 dans le cadre de l'émission  Présence protestante : Film culte (2003), autofiction autour de la préparation d'un culte protestant ; Christophe Meyer avant le déluge (2004), sur un projet d'art contemporain dans le temple réformé d'Algrange ; Poésie protestante (2010), film en trois parties d'après les travaux de l'auteur sur les liens entre protestantisme et histoire de la poésie française, avec la participation de Anne Azéma, Charles Berling, Diane Niedermann, Denis Podalydès et Christian Rist.
Philippe François est également le concepteur de deux expositions itinérantes d'art contemporain, à l'occasion du jubilé Jean Calvin en 2009, puis des 500 ans de la publication des 95 thèses par Martin Luther en 2017,.

## Publications
- « Anthologie protestante de la poésie française, XVIe-XIXe » (préface Olivier Millet), Presses universitaires de Strasbourg (PUS), 2011.  (ISBN 978-2-8682-0475-2)
- « Gabriel Vahanian, théologien protestant français », Foi et Vie 3/1996.
- « Albert Schweitzer, une trajectoire protestante », (colloque Schweitzer, Gunsbach, octobre 1998), Etudes schweitzeriennes, 2000, p. 63-67.
- « Brève histoire de la poésie protestante de langue française », Foi et Vie, 108 (1/2009), p. 14-22.
- « Genèse d’une anthologie protestante de la poésie française », Foi et Vie, 108 (1/2009), p. 98-100.
- « Calvin poète ? le psautier de Strasbourg de 1539 », dans Jean Calvin, les années strasbourgeoises (1538-1541), Ed. Matthieu Arnold, PUS, 2010, p. 53-65.  (ISBN 978-2-8682-0462-2)
- « Marot et Oberlin : professions de foi singulières, autour du nom de Luther », Positions Luthériennes, 58 (3/2010), p. 223-229.
- « Louis Des Masures », Nord (dossier Protestantisme et littérature. Ed. Jean Vilbas), 56 (2010), p. 9-12.
- « Du Guernica de Picasso au jubilé de la Réformation en 2017 », Foi et Vie (dossier Protestantisme et art contemporain. Ed. Jérôme Cottin), 115 (1/2015), p. 53-59.
- « Anthologie protestante de la poésie française » Labor et Fides, 2020

## Filmographie (auteur)
- Film culte, film (28 min) réalisé par Damien Fritsch (2003)
- Christophe Meyer avant le déluge, film (28 min) réalisé par Serge Steyer (2004)
- Poésie protestante, film (1 h 24) réalisé par Jean-Paul Fargier (2010)

## Filmographie (intervenant)
- Protest song, film (26 min) réalisé par Philippe Poirier (Artiste) (2000)[4]
- Les Fresques de l'Abbé Abé, film (27 min) réalisé par Serge Steyer (2001)
- Luther et Cranach, deux génies de l'image, film (30 min) réalisé par Audrey Lasbleiz (2017)

## Expositions
- De Calvin à Godard, 2009-2010 
  - Château de Bucheneck, Soultz-Haut-Rhin (2-17 mai 2009)
  - Musée historique de Mulhouse (29 mai-31 août 2009)
  - Médiathèque, Thann (5-19 septembre 2009)
  - Médiathèque Jean Morette, Amnéville-les-Thermes (25 septembre-9 octobre 2009)
  - Bibliothèque nationale et universitaire (Strasbourg) (23 octobre-12 novembre 2009)
  - Hôtel de ville, Metz (13-23 novembre 2009)
  - Temple du Change, Lyon (17 janvier-14 février 2010)
  - Temple d'Auteuil, Paris (17 septembre-3 octobre 2010)

- Luther en automne, 2016-2017[5]
  - Église Saint-Matthieu de Colmar (27 juillet-4 octobre 2016)
  - Musée Jean-Frédéric Oberlin, Waldersbach (20 octobre 2016-22 janvier 2017)
  - Faculté de théologie protestante de Paris (3 novembre-3 décembre 2016)
  - Bibliothèque Universitaire, La Fonderie (Mulhouse) (26 janvier-18 février)
  - Chapelle Sainte-Bernadette, Vence (8 juillet-15 juillet)
  - Temple réformé de Nice (16 juillet-25 juillet)
  - Église du Temple-Neuf de Strasbourg (8 septembre- 31 octobre 2017)

## Sources
- revue Foi&Vie, mars 2015
- Daniel Vidal, « Philippe François (éd.), Anthologie protestante de la poésie française (XVIe – XIXe siècles) », Archives de sciences sociales des religions, 2012 (En ligne)
- Blog Protestantisme et image
- Temple réformé de Lafrimbolle
- France Culture
- De Calvin à Godard : œuvres de Philippe & Bernard François, Emmanuelle François et Nathalie Savey : [exposition, Mulhouse, Musée historique de Mulhouse, 29 mai-31 août 2009] / [conçue par le pasteur Philippe François], ( préface : Jean-Yves Bainier), Mulhouse : éditions Le Ralliement protestant, 2009.
- Luther en automne : œuvres de Philippe François, Elisabeth Schlenk, Bernard François, Pascal François, Mathieu Potte-Bonneville (préface : Mark Alizart), Strasbourg : éditions Oberlin, 2017.